# Бенаюн, Йосси
Йосеф Шай «Йосси» Бенаюн (ивр. יוסי בניון‎, при рождении ивр. יוסף שי בניון‎; род. 5 мая 1980 года, Димона, Израиль) — израильский футболист, атакующий полузащитник. Рекордсмен сборной Израиля по количеству матчей (102).

## Карьера

### «Маккаби Хайфа»
В 17 лет полузащитник играл за взрослую команду «Беер Шева», но не смог спасти её от вылета во второй дивизион. После этого Бенаюн перебрался в «Маккаби» из Хайфы, за который за два сезона забил более 50 мячей. Через сезон Бенаюн помог хайфской команде завоевать чемпионский титул в Израиле, а сам стал лучшим бомбардиром клуба. Через сезон «Маккаби» вместе с Йосси повторили своё достижение. Всего же в 130 матчах за «Маккаби» Бенаюн забил 55 мячей.

### «Расинг Сантандер»
В 2003 году Бенаюн перешёл в испанский клуб «Расинг» из Сантандера, где стал одним из лучших игроков и бомбардиров по ходу сезона 2004/05. В 101 матче за «Расинг» он забил 21 гол.

### «Вест Хэм Юнайтед»
В июле 2005 года Бенаюн подписал четырёхлетний контракт с «Вест Хэм Юнайтед», после того как клубы договорились о стоимости перехода в 2,5 миллиона фунтов. Дебют Бенаюна в Премьер-лиге состоялся 13 августа 2005 года (в матче против «Блэкберна»). С клубом Бенаюн дошёл до финала Кубка Англии и стал одним из лидеров клуба. Следующий сезон получился не таким удачным. «Вест Хэм» еле-еле удержался в Премьер-лиге, в заключительном туре переиграв «Манчестер Юнайтед».

### «Ливерпуль»
12 июля было объявлено о том, что Йосси подписал 4-летний контракт с клубом. 13 июля он был представлен прессе вместе с другим новичком «Ливерпуля» Райаном Бабелем. Дебют Бенаюна состоялся 15 августа 2007 года в матче против «Тулузы», состоявшемся в рамках третьего отборочного раунда Лиги чемпионов УЕФА. В свой первый же сезон в «Ливерпуле» Йосси сумел дважды отличиться хет-триками — в ноябре он забил три гола в ворота «Бешикташа» в матче группового этапа Лиги чемпионов УЕФА, завершившемся разгромом турецкой команды на «Энфилде» со счётом 8:0. А в январе 2008 года он забил ещё три гола в ворота «Хавант энд Уотерлувилл», любительского клуба, с которым «красные» встречались в рамках четвёртого раунда Кубка Англии. По итогам сезона Бенаюн стал одним из шести игроков «Ливерпуля», которые в кампании 2007/08 отличились десятью и более забитыми мячами во всех соревнованиях.
5 августа 2008 года было подтверждено, что Йосси сменил номер 11, под которым он играл в предыдущем сезоне, на свой любимый 15 — именно под пятнадцатым номером он выступает в сборной Израиля.
В январе 2010 года шли переговоры о трансфере футболиста в московское «Динамо», но Рафаэль Бенитес хотел более выгодную сумму за трансфер игрока.

### «Челси»
Говорили о том, что летом 2010 года Бенаюн может перейти в «Спартак Москва», который, якобы, предлагал за него 6 миллионов фунтов. Позднее появилась информация о том, что на Бенаюна претендует лондонский «Челси», предлагавший за футболиста 5,5 миллионов фунтов. 2 июля 2010 года было официально подтверждено, что израильтянин перебрался на «Стэмфорд Бридж». 21 августа 2010 года Бенаюн отметился забитым голом в гостевой встрече c «Уиган Атлетик», в которой «синие» одержали победу со счетом 6:0. В октябре Бенаюн порвал связки ахиллова сухожилия и выбыл из строя на полгода.

### «Арсенал»
31 августа 2011 года был отдан в аренду в «Арсенал» до конца сезона. За год аренды сыграл всего 19 матчей, где в 10 вышел в основе, а в 9 на замену, при этом был 8 раз заменён. Забил 4 мяча, отдал 1 голевую передачу и получил 1 жёлтую карточку.

### «Вест Хэм Юнайтед»
31 августа 2012 года Йосси Бенаюн вернулся в «Вест Хэм Юнайтед», где выступал на правах аренды до январского трансферного окна с возможностью продления срока соглашения до конца сезона. Однако, так и не проявив себя, вернулся в «Челси» во время зимнего трансферного окна.
Летом 2013 года, по истечении срока контракта с «Челси», Бенаюн самостоятельно поддерживал форму на родине, тренируясь с «Маккаби» из Хайфы.

### «Куинз Парк Рейнджерс»
1 января 2014 года Йосси в качестве свободного агента перешёл в «Куинз Парк Рейнджерс». По итогам сезона он помог своему клубу вернуться в Премьер-лигу.

### «Маккаби Хайфа»
6 июня 2014 года Бенаюн заключил двухгодичный контракт с клубом «Маккаби», в котором ранее уже играл. Его заработок составит 500 000 долларов за сезон.

### «Маккаби Тель-Авив»
15 июня 2016 года 36 летний хавбек перешёл в состав «желтых» на правах свободного агента из хайфского «Маккаби».

## Международная карьера
Бенаюн был игроком сборной Израиля не старше 16 лет, которая в 1996 году заняла третье место на чемпионате Европы среди юношей этой возрастной категории. Его дебют в первой команде страны состоялся в ноябре 1998 года в матче против Португалии. В течение отборочной кампании к Чемпионату мира 2006 года Бенаюн стал одним из лидеров своей сборной. Сначала в домашнем матче против Кипра он сравнял счёт (матч закончился победой израильтян), потом дважды отличился в матче против Швейцарии, а затем отдал голевую передачу, которая помогла его команде победить. 2 сентября 2010 года забил три мяча в ворота сборной Мальты, что помогло бело-голубым одержать победу со счётом 3:1.
28 мая 2014 года побил рекорд Арика Бенадо по количеству выступлений за сборную Израиля. Он вышел на замену на 64-й минуте матча с Мексикой. Эта игра стала 95-й за сборную своей страны в его карьере.

## Достижения

### Командные
«Маккаби Хайфа»
- Чемпион Израиля (2): 2000/01, 2001/02
- Обладатель Кубка Израиля: 2015/16

«Вест Хэм Юнайтед»
- Финалист Кубка Англии: 2006

«Челси»
- Победитель Лиги Европы УЕФА: 2013

### Личные
- Футболист года в Израиле: 2001